# لغة تانغوت
لغة التانغوت (بالصينية: 西夏語؛ بينيين: Xī Xiàyǔ؛ حرفيًا "لغة شيا الغربية") لغة منقرضة من عائلة اللغات الصينية التبتية.
كانت التانغوت إحدى اللغات الرسمية لسلالة شيا الغربية، التي أسسها شعب التانغوت في شمال غرب الصين. أُبيدت شيا الغربية على يد الإمبراطورية المغولية عام 1227. للغة التانغوت نصها الخاص، وهو نص التانغوت. يعود تاريخ أحدث نص معروف مكتوب بلغة التانغوت، وهو أعمدة التانغوت داراني، إلى عام 1502، مما يشير إلى أن اللغة ظلت مستخدمة لما يقرب من ثلاثمائة عام بعد انهيار شيا الغربية.